# IFPI Danmark
IFPI Danmark (IFPI Danemark) est une association de musique et la branche danoise de la Fédération internationale de l'industrie phonographique (IFPI). Elle est le fournisseur officiel des classements musicaux et l'organisme de certification des ventes d'enregistrement pour le Danemark.

## Certifications
Les certifications d'or et de platine ont été décernées pour la première fois au Danemark au début des années 1990. Les conditions de vente sont les mêmes pour le répertoire national et international. Notez que le système de certification danois pour les produits musicaux est attribué en fonction des expéditions.

### Albums
| Certification | Avant 1994 | 1994-2003†, | 2003-2007† | 2007-2011† | Depuis 2011†, |
| ------------- | ---------- | ----------- | ---------- | ---------- | ------------- |
| Or            | 50 000     | 25 000      | 20 000     | 15 000     | 10 000        |
| Platine       | 80 000     | 50 000      | 40 000     | 30 000     | 20 000        |

† : Les ventes peuvent inclure des téléchargements numériques et également des flux dans un rapport de 1:1000.

### Singles
| Certification | Avant 2007 | 2007-2009† | 2009-2014†, | 2014-2016† | Depuis 2016† |
| ------------- | ---------- | ---------- | ----------- | ---------- | ------------ |
| Or            | 4,000      | 7,500      | 15,000      | 30,000     | 45,000       |
| Platine       | 8,000      | 15,000     | 30,000      | 60,000     | 90,000       |

† : Les ventes peuvent inclure des téléchargements numériques et également des flux dans un rapport de 1:100.
Streaming uniquement
| Certification créé le 7 janvier 2011 | 2011-2012 | 30/01/2012 à 30/04/2012 | 30/04/2012 à 21/03/2014 | 21/03/2014 à 17/11/2014 | Depuis 2014                                      |
| ------------------------------------ | --------- | ----------------------- | ----------------------- | ----------------------- | ------------------------------------------------ |
| Or                                   | 50,000    | 450,000                 | 900,000                 | 1,300,000               | Le streaming est inclus dans les téléchargements |
| Platine                              | 100,000   | 900,000                 | 1,800,000               | 2,600,000               | Le streaming est inclus dans les téléchargements |

### DVD
Vidéo-single DVDs
| Certification | Depuis 2007 |
| ------------- | ----------- |
| Or            | 7,500       |
| Platine       | 15,000      |

DVD de longue durée
| Certification | Avant 2007 | 2007-2011 | Depuis 2011 |
| ------------- | ---------- | --------- | ----------- |
| Or            | 20,000     | 15,000    | 10,000      |
| Platine       | 40,000     | 30,000    | 20,000      |